# Castro Alves
Antônio Frederico de Castro Alves (Vila de Nossa Senhora do Rosário do Porto da Cachoeira, 14 de março de 1847 – Salvador, 6 de julho de 1871) foi um poeta, dramaturgo e advogado brasileiro, considerado o principal representante da terceira geração do romantismo no Brasil. Ficou conhecido por seus poemas abolicionistas, que renderam-lhe a alcunha de "poeta dos escravos". 
Escreveu clássicos como Espumas Flutuantes e Hinos do Equador, que o alçaram à posição de maior entre seus contemporâneos, bem como versos de poemas como "Os Escravos" e "A Cachoeira de Paulo Afonso", além da peça Gonzaga, que lhe valeram epítetos como "poeta dos escravos" e "poeta republicano" por Machado de Assis, ou descrições de ser "poeta nacional, se não mais, nacionalista, poeta social, humano e humanitário", no dizer de Joaquim Nabuco, de ser "o maior poeta brasileiro, lírico e épico", no dizer de Afrânio Peixoto, ou ainda de ser o "apóstolo andante do condoreirismo" e "um talento vulcânico, o mais arrebatado de todos os poetas brasileiros", no dizer de José Marques da Cruz. Integrou o movimento romântico, fazendo parte no país daquilo que os estudiosos chamam de "terceira geração romântica".
Começou sua produção maior aos dezesseis anos de idade, e seus versos de "Os Escravos" foram iniciados aos dezessete (1865), com ampla divulgação no país, onde eram publicados nos jornais e declamados, ajudando a formar a geração que viria a conquistar a abolição. Ao lado de Luís Gama, Nabuco, Ruy Barbosa e José do Patrocínio, destacou-se na campanha abolicionista, "em especial, a figura do grande poeta baiano Castro Alves". José de Alencar disse dele, quando ainda em vida, que "palpita em sua obra o poderoso sentimento de nacionalidade, essa alma que faz os grandes poetas, como os grandes cidadãos". Teve por maiores influências os escritores românticos Victor Hugo, Lord Byron, Lamartine, Alfred de Musset e Heinrich Heine.
O historiador Armando Souto Maior disse que o poeta, "como assinala Soares Amora, 'por um lado marca o ponto de chegada da poesia romântica, por outro já anuncia, nalguns processos poéticos, em certas imagens, nas ideias políticas e sociais, o Realismo.' Não obstante, deve ser considerado o maior poeta romântico brasileiro; sua poesia social contra a escravidão galvanizou a sensibilidade da época". Diz Manuel Bandeira que "o único e autêntico condor nesses Andes bombásticos da poesia brasileira foi Castro Alves, criança verdadeiramente sublime, cuja glória se revigora nos dias de hoje pela intenção social que pôs na sua obra". No dizer de Archimimo Ornelas, "Temos Castro Alves, o revolucionário; Castro Alves, o abolicionista; Castro Alves, o republicano; Castro Alves, o artista; Castro Alves, o paisagista da natureza americana; Castro Alves, o poeta da mocidade; Castro Alves, poeta universal; Castro Alves, o vidente; Castro Alves, o poeta nacional por excelência; enfim, em todas as manifestações humanas poderemos encontrar essa força revolucionária que foi Castro Alves" e, sobretudo, "Castro Alves como o homem que amou e foi amado".

## Primeiros anos
Nasceu Antônio Frederico na Fazenda Cabaceiras, às dez horas da manhã, do domingo 14 de março de 1847. Era a família do poeta abastada e culta, formando um ambiente familiar de grande inclinação cultural. Seu avô materno era o Major Silva Castro, herói das lutas pela Independência da Bahia e figura importante na história do sertão baiano.
Tinha o poeta o apelido familiar de "Cecéu". Passou nas terras sertanejas sua primeira infância, que lhe fez "guardar indelével impressão" para o resto da vida, no dizer de Afrânio Peixoto. Era cuidado pela "mucama" Leopoldina, que lhe contava as histórias e lendas do sertão, e um filho desta, Gregório, viria a ser pajem do poeta. Cursou o primário em São Félix. Junto ao irmão mais velho teve suas aulas iniciais com um professor e curandeiro chamado José Peixoto da Silva, e Aristides Mílton lembra que foi de ambos colega na cidade de Cachoeira na classe do mestre-escola Antônio Frederico Loup.
Da época sertaneja guardou o primeiro amor infantil, Leonídia Fraga, no dizer de Archimimo Ornelas: "ele a conhecera em criança, no Curralinho, quando ambos brincavam nas campinas". Ornelas atribui a esta memória os versos do poeta: "Quando a infância corria alegre, à toa (…) Em minha infância refletia-se a tua / Beijei-te as mãos suaves, pequeninas. / Tinhas um palpitar de asas divinas… / Eras — o Anjo da Fé!…"; voltaria a reencontrá-la ainda duas vezes.
Quando a família se mudou para a capital do estado (1854), foram inicialmente residir num sobrado onde morou Júlia Fetal, vítima de crime passional, assassinada pelo noivo em 1848, aos vinte anos de idade. O menino Antônio Frederico ouvira, ali, histórias dos fantasmas que povoariam a residência. Ali nasceu Adelaide, que viria a ser a irmã predileta do poeta. Ficava a residência à então rua do Rosário, número 1, mas já no ano seguinte (1855), mudaram-se novamente para a rua do Paço, número 47; estudou nesta época no Colégio Sebrão. Permaneceu nesta escola por dois anos.
Foi em 1858, junto aos irmãos, frequentar o Ginásio Baiano, do célebre educador Abílio César Borges, o Barão de Macaúbas. Ali, encontrou um ambiente cultural fértil, no registro de Peixoto: "…uma atmosfera literária, produzida pelos 'oiteiros', ou saraus, então em moda, festas de arte, música, poesia, declamação de versos e discursos, que o havia de todo seduzir" e que isto lhe fizera bem precocemente revelar-se o talento: "o nosso poeta se revelou, talvez antes dos treze anos, nessa idade com certeza, de que datam as primeiras composições conservadas". De fato, os anos de 1859 a 1861 são as datas de seus versos iniciais.
O desembargador Souza Pitanga, em palestra proferida no Rio de Janeiro no ano de 1918 lembrando seu colega Plínio de Lima, registrou o ambiente do Colégio Baiano: "…esse suave e hospitaleiro solar das belas letras, onde uma legião alegre e vivaz de aspirantes ao futuro ia receber o pão eucarístico do saber dos lábios de uma plêiade de sacerdotes do ensino". Ali havia, segundo ele "um bosque umbroso de frondosas mangueiras, onde cigarras cantavam em coro" e "o saudoso Diretor Dr. Abílio César Borges, dominando com seu porte ereto e seu trato fidalgo, uma legião de menores que se compunham de rapazes de 18 anos até crianças de 7". Pitanga lembrou que entre os professores se destacavam Ernesto Carneiro Ribeiro, Eduardo Frederico Alexander e Antônio Damásio; entre os alunos contemporâneos estavam Aristides Milton, Antônio Alves de Carvalhal, Odorico Mendes, Ruy Barbosa e os três irmãos Castro Alves.
A morte da mãe, em 1859, foi o início das perdas familiares. Clélia Brasília fora "vitimada por uma fraqueza pulmonar" e não resistiu. Tomado por violenta comoção e revelando o começo de problemas emocionais, seu irmão José Antônio então ameaçou suicidar-se, tentando atirar-se de uma janela.
Em 1861, ainda aluno do Colégio Baiano, publicou em vários jornais versos em homenagem ao "mestre do coração", Dom Antônio de Macedo Costa, que falecera. A "homenagem poética" foi composta de oito sextilhas com sete sílabas.

## Vida em Recife

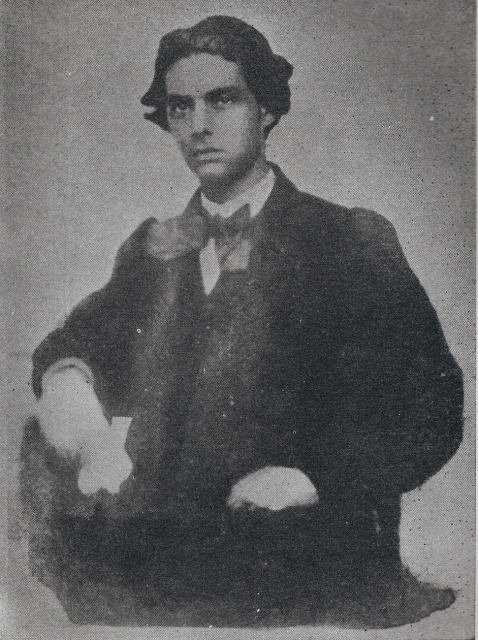
O jovem Castro Alves

Em 25 de janeiro de 1862, pouco depois do casamento do pai com Maria Ramos Guimarães, e contando apenas catorze anos, Castro Alves se mudou para a cidade de Recife com o irmão mais velho, a fim de se matricularem num curso preparatório anexo à Faculdade de Direito daquela capital, com intuito de nela ingressarem. Logo se entrosou com as atividades sociais da mocidade acadêmica, como disse Afrânio Peixoto: "Aí a vida agitada e solta da academia, onde os moços de talento porfiavam por aparecer, a índole generosa de Castro Alves, que desde cedo aspirou à glória que dão as grandes causas sociais, fizeram dele um tribuno e um poeta que se não esquivou às sessões públicas na Faculdade, nas sociedades dos estudantes, na plateia dos teatros, incitado desde logo pelos aplausos e ovações que começara a receber, e iam num crescendo de apoteose".
Assim que chegou ao Recife morou com o irmão no Convento de São Francisco e dali se mudaram para uma república na rua do Hospício, onde depois viria a morar também seu futuro cunhado Augusto Álvares Guimarães, seu grande amigo. Xavier Marques relembra dos dois irmãos, então: José Antônio a ler Álvares de Azevedo para os loucos do hospício e ele, Castro Alves, "jogando bilhar, desenhando e fazendo versos". Luís Cornélio dos Santos, outro grande amigo que o acompanharia até a morte, relata que foram então morar num bairro afastado de Recife, às margens do Capibaribe, onde muitas vezes o seguia em caminhadas em que lia poemas de um caderninho que, mais tarde, se perdeu. O amigo registrou sobre esse período: "A alma desse menino era de uma pureza inexcedível; a inteligência tinha lampejos que ofuscavam como relâmpago — Hugo em pequeno devia ser assim" e sobre o caderno perdido: "Esse livrinho perdeu-se; nem uma dessas estrofes figura hoje no rico tesouro de poemas que nos legou".
Sobre este período registrou Antônio Loureiro de Souza: "Vive, e bem vivida, a sua época, agitando-se entre o amor e a poesia – razão de ser que foi da sua existência". No Recife ligou-se bastante ao conterrâneo Plínio de Lima: "Redigiram juntos os mesmos jornais e tiveram a mesma orientação literária contra a corrente chefiada por Tobias Barreto". Afrânio Peixoto descreveu sua figura: "Era então um belo rapaz, de porte esbelto, tez pálida, grandes olhos vivos, negra e basta cabeleira, voz possante e harmoniosa, irrepreensivelmente vestido de preto, dons e maneiras que impressionavam à multidão, impondo-se à admiração dos homens e às mulheres inspirando os mais ternos sentimentos".
Em maio de 1863 deu exemplo de sua precocidade ao publicar no Recife, para onde se mudara a fim de realizar os estudos preparatórios para ingresso na faculdade junto ao irmão mais velho, "A Canção do Africano" (no primeiro número do jornal Primavera). Sobre isso Afrânio Peixoto falou que ali, ou talvez antes, tenha encontrado sua "vocação de abolicionista" e concluiu: "Se 'não teve precursores', ninguém tampouco seria mais precoce": contava somente dezesseis anos. Mas em março ele havia prestado o exame para ingresso na faculdade, sendo reprovado em geometria: "tivera sempre quizília à matemática", no dizer de Afrânio Peixoto que, entretanto, justificou essa reprovação com o fato de ter ocorrido na época o fechamento das Câmaras, impossibilitando assim que ele recebesse o aviso para realizar uma matrícula condicional, como ouvinte. Desse período nem tudo se perdeu: conservaram-se os poemas "Pesadelo", "Meu segredo" e "Cansaço", além do já citado.
A atriz portuguesa Eugênia Infante da Câmara viera ao Brasil em 1858, iniciando na Companhia Dramática Furtado Coelho uma turnê pelo país, percorrendo-o de sul a norte. Não era uma mulher bonita, mas era dotada de "uma graça extraordinária, inteligente, instruída, nimiamente nervosa e vibrante, cheia de seduções e de singulares caprichos". Tinha o poeta pouco mais de quinze anos de idade quando a viu pela primeira vez, a apresentar em Salvador a peça "Dalila" no Teatro São João e então dela se enamorou. Anos depois voltaria a revê-la no Recife, como a atriz principal da Companhia. Aventa Afrânio Peixoto que possivelmente date desta época o início da paixão que tanta influência teria em sua vida.

No dia 9 de fevereiro de 1864 seu irmão José Antônio, que enlouquecera meses antes, cometeu o suicídio. Diante de tantas adversidades, e em razão dos problemas pulmonares, voltou para a Bahia. Teve assim várias faltas na faculdade, cuja matrícula finalmente conseguira, e foi reprovado no seu primeiro ano; o sofrimento com a tuberculose render-lhe-ia os versos intitulados "Mocidade e Morte" (cujo título original seria "O Tísico"), onde clama o poeta: 
"Eu sinto em mim o borbulhar do gênio /Vejo além um futuro radiante" mas "Resta-me agora por futuro — a terra /Por glória — nada, por amor — a campa..."

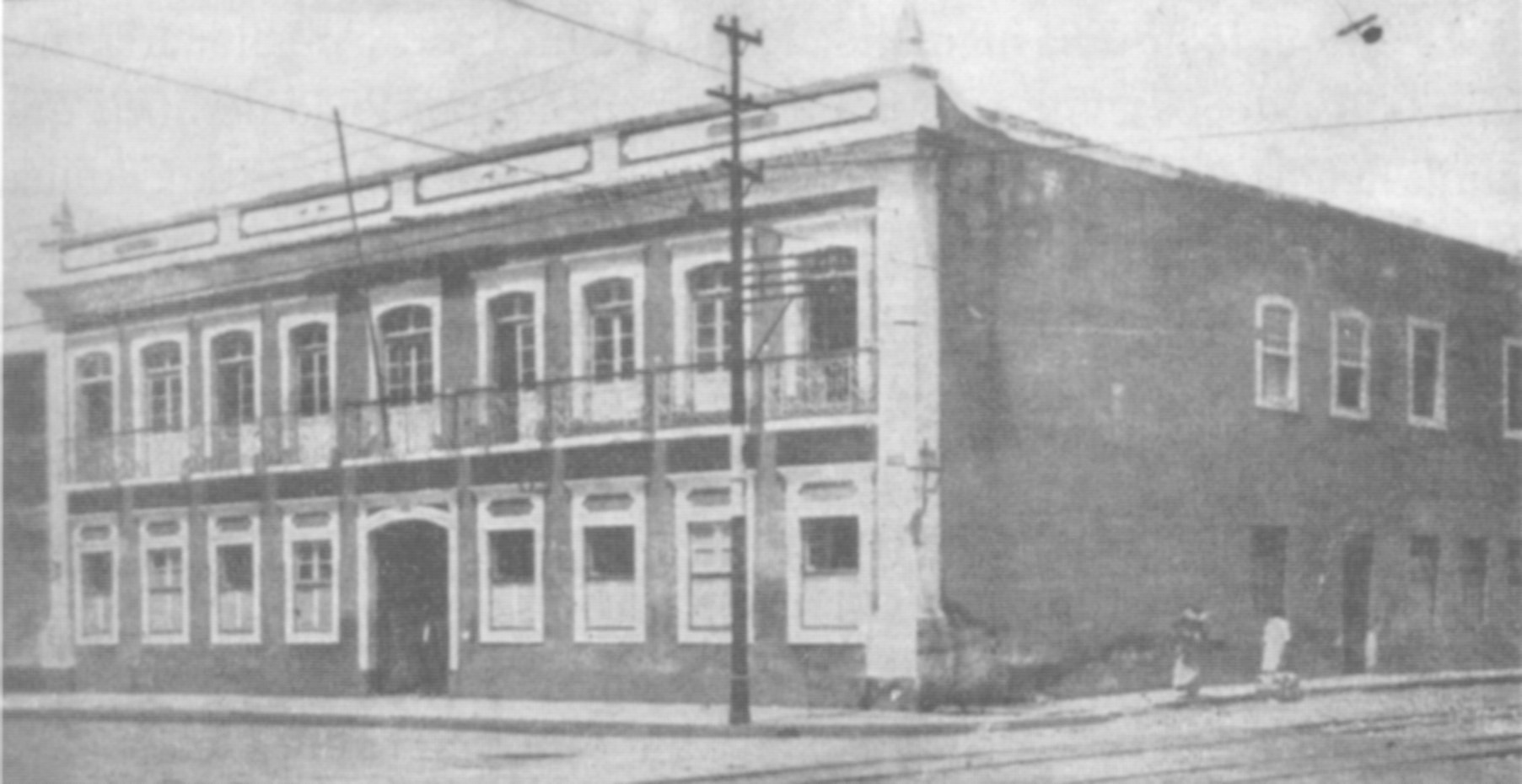
A Faculdade de Direito do Recife, palco de agitações e do protagonismo de Castro Alves nas letras

Só retornou ao Recife em 18 de março de 1865, acompanhado por Fagundes Varella; a 10 de agosto recitou O Sábio na Faculdade de Direito e alistou-se no dia 19 desse mês no Batalhão Acadêmico de Voluntários para a Guerra do Paraguai, mas foi reprovado no exame de saúde. Neste mesmo ano principiou a composição de "Os Escravos", e conheceu a moça um ano mais velha, Idalina. Foi "a primeira mulher que se entregou completamente à força sedutora de Castro Alves", no dizer de Ornelas, que relata ter o jovem conhecido a amante no bairro de Santo Amaro, e com ela ido morar "numa casinha branca da rua do Lima, sob os olhares curiosos da vizinhança", informação em parte contraditada por Regueira Costa, que relatou uma visita então feita ao amigo: "o fui encontrar (…no retraimento em que vivia, obedecendo à influência natural do seu temperamento) no convívio da sua encantadora Idalina, a preparar o poema d'Os Escravos", e que lhe dissera, então: "Estou muito satisfeito com os meus vizinhos, dizia-me ele, ali — os doidos… (referia-se à Casa de Saúde do Dr. Ramos) — à direita os mortos… (aludia ao Cemitério Público)". Idalina não era de todo ignorante como "a grande maioria dessas infelizes mulheres: sem instrução e sem sensibilidade"; sabia tocar piano e cantava, o que denotava uma origem abastada, e o entretém com sua "garganta de um palor alabastrino".

Ele se permitiu tais "distrações" amorosas, bem como a dedicação à poesia, ao fato de estar a repetir as matérias do ano anterior, já estudadas; entretanto foi aprovado com reservas, talvez pela perseguição de um professor português que lhe seria desafeto. Novamente em companhia de Fagundes Varella voltou à Bahia, em 16 de dezembro; com isso houve um completo rompimento com a amante, e talvez nunca mais tenha visto Idalina, e sobre esse romance vivido ele compôs, anos mais tarde, o poema "Aves de Arribação". Neste mesmo ano voltou a ver Leonídia Fraga, o amor da infância e que lhe fora "prometida"; se na poesia que relembra a meninice a chamara de "Anjo da Fé", em novos versos rememora o segundo encontro daquela que, no sertão, o esperava sempre:
"Depois eu te revi… na fronte branca, / Radiava entre pérolas mais franca / A altiva c'roa que a beleza trança!… (…) Por ti sonhei — triunfador — a palma. / Ó — Anjo da Caridade!…"
Seu pai, bastante abalado moral e fisicamente pela morte do filho mais velho José Antônio, que segundo parentes e conhecidos teria mais talento que o irmão famoso e no qual o pai depositava grandes esperanças, teve a saúde ainda mais fragilizada, não resistiu à epidemia de beribéri que grassava em Salvador e faleceu em 24 de janeiro de 1866, ficando o poeta e seus irmãos sobreviventes órfãos de pai e mãe; ele, numa "idade perigosa, em que se delineiam rumos, se norteiam existências". No Recife, dois dias após sua perda, o seu senhorio fez publicar no Diario de Pernambuco um anúncio cobrando-lhe os alugueres em atraso: "Enquanto o Sr. acadêmico Antônio de Castro Alves não pagar 63 mil réis de aluguel da casa em que morou na rua dos Coelhos, verá seu nome neste jornal". Ainda em 1866 se enamorou de Ester e Simmy, duas irmãs judias filhas do comerciante Isaac Amzalack, que morava próximo à casa da família, no Sodré; escreveu o belo poema "A Hebreia", que mandou às duas com a dedicatória "à mais bonita", provocando a disputa entre elas.

### Mestre do improviso e da declamação
Havia uma percepção entre os românticos condoreiros, e não apenas em Castro Alves, de que a poesia poderia mudar o mundo e, para isto, precisava ocupar os espaços públicos na divulgação dos ideais que defendiam (abolição, república, democracia, etc.); nenhum deles, entretanto, atingiu a sua popularidade e capacidade em dar visibilidade à arte poética.
No Recife ele se destacou pelos improvisos e pelas manifestações nos momentos históricos pelos quais convulsionava a opinião pública; assim é que em começos de 1866, na mesma rua do Hospício onde morou, juntou-se a Augusto Guimarães, Rui Barbosa, Plínio de Lima, Regueira Costa e outros na fundação de uma sociedade abolicionista. Apesar de ter manifestado interesse em se alistar, não foi simpático à Guerra do Paraguai — sentimento que não o impediu de prestar homenagem patriótica ao amigo Maciel Pinheiro, que partira para o teatro das lutas; numa manifestação popular em defesa da república, que a polícia reprimiu, ele proferiu um improviso onde diz: "A praça, a praça é do povo / Como o céu é do condor…"; ou, ainda, o improviso "À Mocidade Acadêmica" durante a questão Ambrósio Portugal, onde conclamou aos jovens, de uma janela da rua do Imperador: "Vós os luzeiros do país, erguei-vos! / Perante a infâmia ninguém fica exangue (…) A lei sustenta o popular direito, / Nós sustentamos o direito em pé!"; ou, ainda, na defesa de Eugênia durante os embates com Tobias Barreto que se verá a seguir: "Gravitar para ti é levantar-se / Cair-te às plantas é ficar de pé". Vicente Azevedo, contemporâneo, registrou: "E ele sabia preparar a cena, como emérito que era. Para essas ocasiões, punha pó de arroz no rosto, a fim de acentuar mais a palidez; um pouco de carmim nos lábios (oh! Adoráveis ilusões da mocidade) e muito óleo nos cabelos que ele arremessa da formosa cabeça".
Anos depois, em São Paulo, Martin Francisco Terceiro registrou a primeira vez que o viu declamar no Teatro São José num espetáculo em benefício do ator Joaquim Augusto Ribeiro de Souza, dando a real dimensão não somente do carisma do poeta, como do efeito que provocava nas pessoas: "Muita gente, nenhum camarote vazio. Sobe o pano. Enfileiram-se em cena os artistas, com o beneficiário à frente. Voltam-se todos os olhares para o último camarote da 2.ª ordem, à esquerda do palco, onde aparece o vulto bonito, proporcionado, popular, do moço baiano. Cabelos negros e ondeantes; voz larga e sonora; enunciação segura, como que virgulada; gesto e palavra em indefectível harmonia, dominando a atenção e o coração, a impaciência e a consciência do auditório extasiado; assombroso sucesso! Impossível imaginar recitação mais perfeita. Aplausos, muitos aplausos. Um triunfo completo da genialidade sobre a multidão, da poesia sobre a prosa, do indivíduo sobre o sentimento coletivo", e conclui: "Vê-se, percebe-se que a alma da juventude acadêmica se orgulha de seu fator máximo, do ídolo predileto".

### Eugênia Câmara e Tobias Barreto

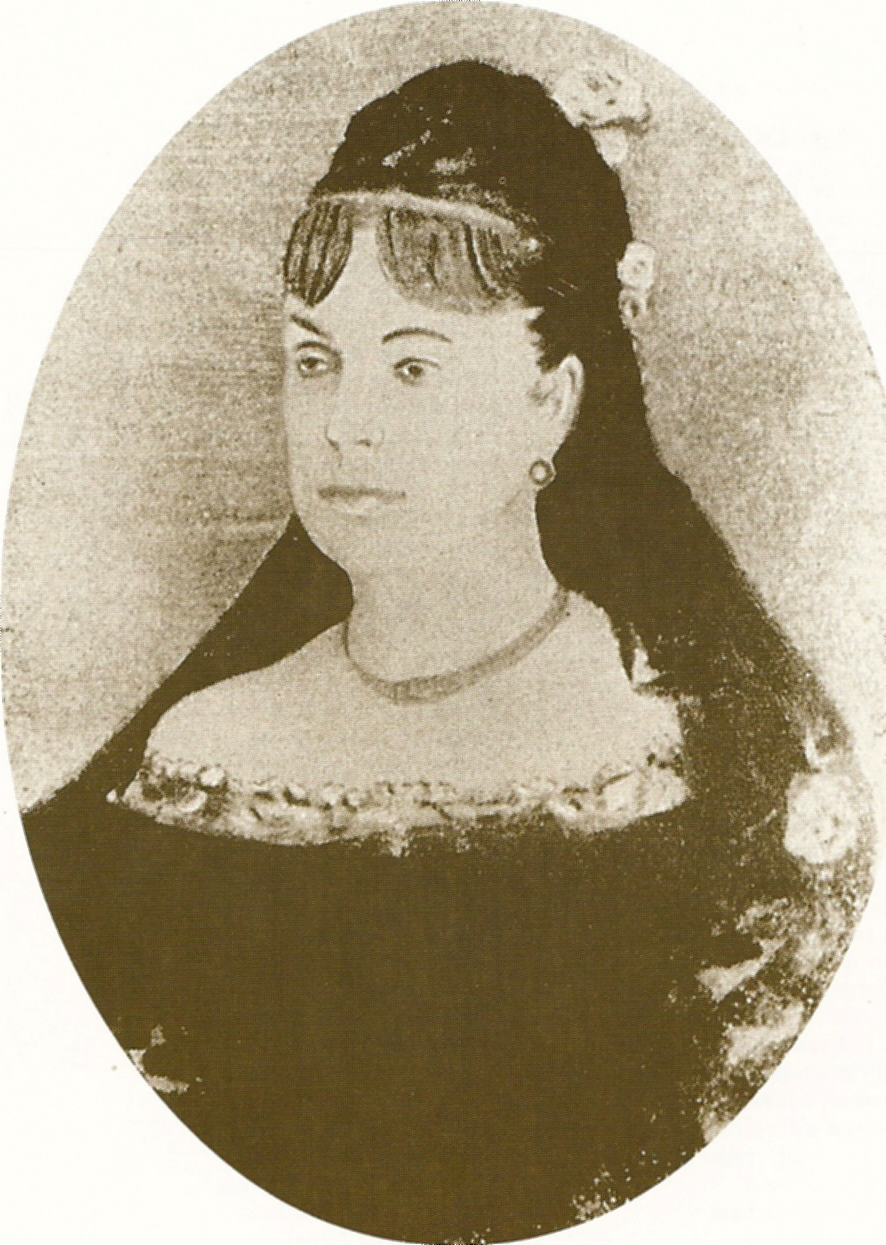
Eugênia Câmara, grande amor do poeta

Desde 1864 a família do poeta encontrara na bagagem do jovem estudante uma fotografia de Eugênia Câmara, e passou a se preocupar com ela; divergem Afrânio Peixoto e Xavier Marques, entretanto, qual a data precisa de quando fora a origem do amor, embora aos dezenove anos e quando ele já era "o mais belo homem que se possa imaginar. Alto, forte, esbelto, de tez levemente morena, ampla testa, olhos negros, rasgados e pestanudos, nariz direito, lábios sensuais e, na cabeça poderosa, a coma negra, retinta, luzidia, de uma basta e longa cabeleira, cuja sedução ele conhecia" e apresentava já formação intelectual solidificada que lhe dera grande popularidade após "abalar" a Faculdade de Direito ao declamar "O Século", protagonizou por ela um dos mais vibrantes duelos da história literária brasileira contra o colega Tobias Barreto.
Antônio e Tobias eram até então amigos e considerados as duas maiores expressões da academia recifense; mas o escritor sergipano, dez anos mais velho, era dotado de temperamento nervoso, por vezes insociável — antítese do baiano, de índole meiga e que atraía os que lhe conheciam. A disputa entre ambos se deu quando Barreto se enamorou da atriz Adelaide Amaral, da mesma companhia de Eugênia, e passou a defendê-la em detrimento da outra: formaram-se, assim, dois partidos na cidade em que cada grupo defendia suas musas, sobre o que mais tarde registraria Jorge Amado: "Como que daí por diante as peças, dramas e tragédias não findam ao cair do pano. Continua a representação na plateia, através dos dois partidos e dos dois chefes. Insultos, aplausos e vaias, versos e descomposturas, são o complemento dos espetáculos teatrais de então".
Após uma noite em que Tobias e seus aliados vaiaram Eugênia, Castro Alves improvisou de forma avassaladora na réplica e, dias depois, em novo confronto, nova vitória sobre o rival com "versos que ficaram memoráveis", onde o baiano aludia ao fato de ser Adelaide casada e, portanto, infiel: "Sou hebreu, não beijo as plantas / Da mulher de Putifar…", levando a disputa para as páginas da imprensa e a uma derrota fragorosa de Barreto. Castro Alves assim conquistara a amante e o público e, já tendo perdido o pai, perdeu também "o recato aos seus caprichos amorosos".
Tamanha foi sua paixão e insistência que não restou a Eugênia Câmara senão ceder-lhe ao assédio; ela então vivia com o abastado guarda-livros Veríssimo Chaves, que mantinha seus luxos. Abandonado um amante por outro, ela não seguiu com a Companhia quando esta partiu em sua turnê para a Bahia, e junto ao jovem poeta foi morar numa pequena casa à rua do Barro, no caminho do Jaboatão. ele assim perdeu as férias e compôs ali a peça Gonzaga, fez traduções e até iniciou a escrita de uma novela (que se perdeu). Ficaram até maio de 1867, quando ambos partiram para Salvador.

### Passagem pela Bahia
Em Salvador o casal de amantes se hospedou no Hotel Figueiredo, no centro, atendendo ao desejo de Castro Alves de que os notem, uma afronta à sociedade baiana; mas logo a atriz, tendo o amor a esmaecer, manifestou o desejo de voltar aos palcos e os dois se transferiram para a quinta da Boa Vista, onde fora o hospital do Dr. Alves e morou a família alguns anos (então a casa estava abandonada, após a morte do pai). Ela passou a se apresentar numa companhia que atuava no Teatro S. João: ali estreou a 20 de junho de 1867, e tanto ela quanto o poeta foram aplaudidos pelos versos que ele e também Eugênia declamaram, repetindo ali o sucesso do Recife.
Em 7 de setembro estreou Gonzaga, tendo Eugênia no papel principal, e foi tão grande o triunfo alcançado que a atriz recebeu uma coroa de prata por seus méritos. Descreveu Afrânio Peixoto, em 1917, esse momento: "Enfim, a 7 de setembro, sobe o Gonzaga à cena, representando Eugênia o papel de Maria, festa literária memorável que consagrou definitivamente Castro Alves, coroado em cena aberta, no delírio da turba que o conduziu nos braços ao festim de um banquete e, depois, até à casa, sempre sob ovações". Aumentava a popularidade mas diminuía o arroubo que os unira em Pernambuco, especialmente por parte da atriz: em Castro Alves cresceu o ciúme, que foi motivo de brigas e cenas violentas; ela queria viajar para o Rio de Janeiro e ele decidiu transferir-se para São Paulo, em cuja faculdade já militavam alguns amigos e onde Eugênia ser-lhe-ia infiel.

## No Rio de Janeiro e em São Paulo

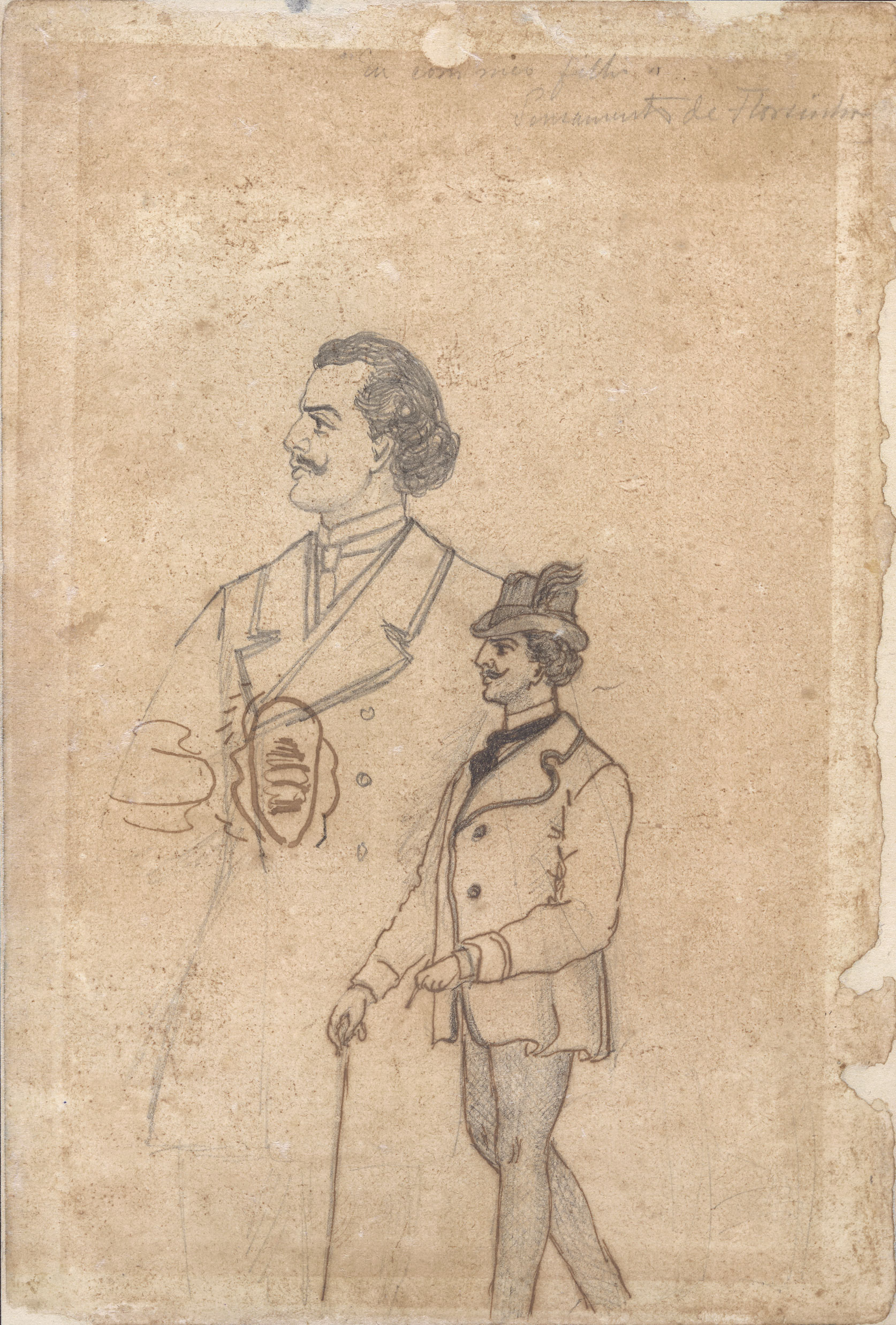
Autorretrato: Castro Alves também era desenhista

No 10 de fevereiro de 1868 embarcou com Eugênia para o Rio de Janeiro, a bordo do navio Picardie, para uma breve parada antes de seguir o casal para São Paulo. No Rio, portando uma recomendação de Fernandes da Cunha apresentou-se ao consagrado escritor José de Alencar, a quem leu os esboços de "A Cascata de Paulo Afonso" (título provisório do poema). Desse encontro resultou o artigo "Um Poeta" pelo autor de Iracema, publicado no dia 22 de fevereiro no jornal Correio Mercantil. Alencar fez mais, apresentou-o a Machado de Assis com uma missiva de recomendação em que indicava-lhe o "Poeta dos Escravos" com as seguintes palavras: "Seja o Virgílio do jovem Dante, conduza-o pelos ínvios caminhos por onde se vai à decepção, à indiferença e finalmente à glória, que são os três círculos máximos da divina comédia do talento".
Durante sua estadia ali ocorreu a vitória brasileira na Guerra do Paraguai da Passagem de Humaitá. Acorreu grande multidão às ruas, festejando a conquista, e saiu Castro Alves à sacada do jornal Diário do Rio de Janeiro (à Rua do Ouvidor, n.º 97), onde declamou de improviso "uma de suas raras poesias guerreiras, versos de circunstância, aplaudidos pela multidão, louvados pela imprensa" no dizer de Peixoto, mas que ele mesmo depois escreveria no manuscrito em que registrou o poema: "não se publica" (recomendação não seguida pelos editores de sua obra). Foi ainda num dos salões deste jornal que ele fez apresentar à diminuta plateia de intelectuais as cenas do Gonzaga, sua peça, que o jornal depois noticiaria ter saído "laureado o Sr. Castro Alves". Tais sucessos encheram-no de orgulho, apesar de simular condição humilde; em março seguiu com Eugênia para a capital paulista, onde granjeou admiração da juventude, e o ciúme em figuras como Joaquim Nabuco.
Participou em São Paulo da Loja América da maçonaria, da qual era ativo membro Rui Barbosa que, nela, baixara um decreto obrigando aos seus afiliados a imediata libertação dos cativos que lhes pertenciam. A loja paulista era já uma instituição de relevo no cenário político, e a participação dos jovens alunos da Faculdade de Direito do Largo de São Francisco se seguiu à participação deles no "Ateneu", órgão estudantil desta, no qual Alves fora integrante da "comissão de literatura", da qual também era membro Joaquim Nabuco. Nos tempos acadêmicos Rui e Castro Alves também fizeram parte da Bucha Paulista, uma sociedade secreta do direito originalmente criada com base nas Burschenschaften alemãs, destinadas a apoiar estudantes em situação precária mas que, em São Paulo, ganhou o cunho social que transcendeu o ambiente acadêmico e veio a conquistar o poder no país através do apoio mútuo, a ponto de três dos cinco participantes da comissão que elaborou o anteprojeto da Constituição de 1891 serem integrantes da Bucha.
Em São Paulo cursou o terceiro ano da faculdade onde, embora sem grande dedicação ao estudo, logrou aprovação. A situação com Eugênia continuou em meio a crises marcadas por brigas, separações e reconciliações; ela continuou a se apresentar com sua peça Gonzaga. O sucesso que a cidade lhe oferecera, segundo Archimimo Ornelas, o fez "descuidar-se de Eugênia" e ela, "para vingar-se, procuraria outros amores", ao que ele fingiu ignorar pois ainda lhe era constante. Em outubro ela ainda atuou na peça e houve uma "trégua" que, contudo, cedeu a novas e fortes brigas ante o falatório sobre a conduta infiel dela, culminando na separação definitiva: "o episódio final foi de uma violência imprevista. A atriz indicou-lhe a porta…"

### Acidente de caça e amputação do pé
Diante do desgaste emocional do constante chamamento às apresentações públicas e do drama passional com Eugênia, tornou-se o poeta vítima de "profundo abatimento" e procurou momentos de solidão. "Não lia, não escrevia; passeava, fumava, saía à caça, sem disparar sequer um tiro", disse Afrânio Peixoto.
No dia primeiro de novembro de 1868, segundo relata Peixoto, lembrando ainda a piora de sua tuberculose: "fora passar um dia no arrabalde do Brás, e à tarde desse dia tomara a espingarda e saíra para o campo. Ao transpor uma vala, com o salto, a arma voltada para baixo dispara e a carga de chumbo emprega-se no pé esquerdo. Pôde arrastar-se até a casa de seu amigo e correspondente, o médico baiano, Dr. Lopes dos Anjos, [que] o conduziu então para a casa da cidade, na rua do Imperador, junto ao atual número 33. Além deste médico e amigo, prestou-lhe serviços o cirurgião Dr. Cândido Borges Monteiro, Barão de Itaúna, presidente da província. Mas o mal se agravava, sem esperança de cura, e os antigos padecimentos pulmonares acordavam, impressionantes".
Durante esse período o amigo Luís Cornélio, que morava na Corte, chamava-o para lá onde os recursos médicos eram melhores. A 19 de março de 1869 ele finalmente embarcou em Santos, acompanhado de um amigo; àqueles que não pudera se despedir pessoalmente o fez por meio de nota publicada no jornal "Ypiranga" que noticiara antes sua partida e, no dia 30, publicou no Correio Paulistano uma comovente carta de agradecimento aos amigos da capital paulista.
Chegou ao Rio em 21 de março; ali passou pelo martírio de uma amputação, na qual atuaram os cirurgiões e professores da Faculdade de Medicina do Rio de Janeiro, Andrade Pertence e Mateus de Andrade: deceparam-lhe o membro inferior esquerdo sem qualquer anestesia. A situação pulmonar, agravada com várias hemoptises, impossibilitou o uso do clorofórmio (então o único meio anestésico): ele teve apenas um lenço para morder a fim de mitigar a dor. Narra Peixoto que ele dissera, disfarçando a dor com humor: "Corte-o, corte-o, doutor… Ficarei com menos matéria que o resto da humanidade".
A operação, realizada nos primeiros dias de junho, foi noticiada pelo jornal paulista Ypiranga no dia 21 de julho; teve início a longa convalescença onde o poeta, agora portando uma prótese de madeira, imaginou alcançar uma "nova primavera". No período em que se hospedou com Luís Cornélio e a esposa. Sua casa se tornou o "Petit Salon", frequentado por jovens artistas e intelectuais, e ele teve breves paixões como as de Cândida e Laura, que relembraria no poema "Os Anjos da Meia-Noite".
Mas ainda era movido pelo amor terminado com Eugênia e, em 17 de novembro, escreveu à atriz os versos de "Adeus": "Adeus! P'ra sempre adeus! A voz dos ventos / Chama por mim batendo contra as fragas, / Eu vou partir... em breve o oceano / Vai lançar entre nós milhões de vagas..."; a este poema escreveu ela uma réplica, publicada em 1910 por Xavier Marques: "Adeus, irmão desta alma, digo-te Adeus! / Mas deixa que eu evite esse jamais! — / Que o céu se compadeça aos rogos meus / E um dia cessarão teus e meus ais!" e "Sim que Deus iluminou a tua fronte / Com um raio divinal de Gênio! e Glória!.. / Vive, sonha, canta, este horizonte!... / O Brasil quer teu nome em sua história" e conclui "Adeus! Se um dia o Destino / Nos fizer ainda encontrar / Como irmã ou como amante / Sempre! Sempre! me hás de achar". Depois de instâncias da família, junto a amigos embarcou para a Bahia a 25 de novembro de 1869; ao singrar a Baía de Guanabara teve ali a ideia do título do livro que planejava publicar: "Espumas Flutuantes".

## O retorno à Bahia
Sua chegada em Salvador, em relato transcrito por Archimimo Ornelas, traduziu a decadência física e moral de Castro Alves: "Foi uma cena comovente a sua entrada na casa paterna, recebido pela madrasta e pelas jovens irmãs que o adoravam. Partira forte, ereto, cheio de confiança e audácia, voltava exangue, aleijado, doente do peito, com a alma saturada de amargura". Cercado do amor familiar e dos amigos, reencontrou as judias que um dia lhe inspiraram, sendo que Ester estava noiva agora. Ele fingiu estar desolado com isto e, pela janela do lar ao vê-las passar fingiu com um punhal de papel ferir-se no peito ao que elas, achando graça, fizeram-lhe sinal para que não perdesse as esperanças.
A 29 de janeiro partiu para o sertão uma última vez, em viagem de barco que ia "cindindo as ondas do Paraguaçu em demanda da solidão profunda dos desertos, para apascentar, como Saul, os desesperos do meu espírito, e aviventar este sangue exausto e empobrecido pela tristeza e sofrimento", como registrou o condoreiro numa carta a Luiz Cornélio; partiu, então, junto ao cunhado Augusto, para Curralinho, onde, segundo Archimimo Ornelas, achou-se influenciado pela morte de Allan Kardec ocorrida no final do ano anterior e que tivera grande repercussão naqueles dias, e produziu versos em que questionava a vida pós-morte.
Registrou Fernando Correia da Silva que, "na fazenda de Sta. Isabel do Orobó, o reencontro com Leonídia Fraga, sua prometida de menino e hoje donzela airosa que por ele esperara sempre. Reacender a paixão primeira? Para quê, se a morte ronda?". Castro Alves registrou em versos: "Hoje é o terceiro marco desta história. / Calcinado aos relâmpagos da glória, / Descri do amor, zombei da eternidade… (…) Por ti em rosas mudam-se os martírios! / Há no teu seio a maciez dos lírios… / Anjo da Caridade…" Sobre esses dias escreveu ele: "Talvez tenhas além servos e amantes, / Um palácio em lugar de uma choupana. / E aqui só tens uma guitarra e um beijo, / E o fogo ardente de ideal desejo / Nos seios virgens da infeliz serrana!" — e Correia da Silva conclui: "Leonídia, a “infeliz serrana”, ficará para sempre à sua espera. Acabará por enlouquecer". Ornelas diz que "Leonídia não foi correspondida como merecia" e ela "sem dúvida alguma amou o poeta" e, apesar de haver se casado mais tarde, quando enlouqueceu em suas crises voltava-lhe a lembrança, como registrou Afrânio Peixoto: "Amor divino, que sobreviveu a duas mortes, do coração amado e da razão amante".
Do sertão enviou ao futuro cunhado Álvaro Guimarães os manuscritos dos poemas que deveriam integrar a publicação de "Os Escravos"; este pediu-lhe que limitasse o número de poesias, e disse que iria dali retirar a tradução que fizera de Victor Hugo, por extensa, bem como havia enviado cópias para análise dos amigos Amâncio e Plínio de Lima, em Recife. Em 14 outubro de 1870, combalido pela tuberculose, pediu ao amigo José Joaquim da Palma que lhe "empreste a voz" para declamar os versos de "Deusa Incruenta - A Imprensa" como "Antítese a 'Terribilis Dea'" versos de Pedro Luiz, um libelo contra a guerra; este a declama no dia imediato no Teatro São João, sendo ovacionado pela plateia. Em novembro de 1870 ocorreu, finalmente, o lançamento de Espumas Flutuantes. Em sua abertura a dedicatória aos familiares mortos: "À memória de meu pai, minha mãe e de meu irmão".
Em Salvador a irmã Adelaide apresentou-o à italiana Agnese Trinci Murri, que se estabelecera na capital, ali vindo ter como cantora lírica e vivia com a mãe, a dar aulas de piano e de canto; a sua beleza encantou o poeta doente, e ela não cedeu aos seus arroubos e versos; escreveu-lhe uma carta de doze laudas; na casa do Sodré tentou roubar-lhe um beijo, que ela evitou dizendo: "mulher beijada, mulher desonrada" — seriam estes arroubos fruto da doença que avançava. Em 9 de fevereiro de 1871 dedicou os versos de "No Meeting du Comité du Pain" à campanha que se fazia na capital baiana de arrecadação de fundos aos franceses mutilados, órfãos e viúvas durante a Guerra Franco-Prussiana. Ele fez, num sarau a 21 de março de 1871, declaração pública de seu amor a Agnese, ao que ela respondeu-lhe cantando trecho de "O Guarani" de Carlos Gomes dizendo "Tutti dobbiamo amar": o sentimento, mesmo platônico, era recíproco. Este amor não correspondido marcou a produção final do poeta; num exemplo de como ela lhe inspirava realizaram juntos um passeio equestre ao Farol da Barra sob o luar, em maio de 1871, que retratou nos versos de "Noite de Maio" onde, por haver Agnese comparado a lua a um espelho, na sexta parte ele assim descreveu o cenário: "O espelho etéreo / Das nuvens nasce / Reflete em júbilo / A tua face". Nos festejos do 2 de Julho (data máxima do estado da Bahia) ela fora convidada a cantar mas o fez somente após consultar o poeta, já gravemente enfermo; com a morte dele Agnese ficou confusa ante a opinião da sociedade a quem servia, e deixou de velar o amado.

## Morte
Quando eu morrer... não lancem meu cadáver
No fosso de um sombrio cemitério...
Odeio o mausoléu que espera o morto
Como o viajante desse hotel funesto— Castro Alves, "Quando eu Morrer", São Paulo, 1869
O escritor gaúcho Múcio Teixeira em sua biografia do poeta de 1896 contou seu último laivo de vaidade: "Na véspera do dia fatal, depois de reiteradas súplicas, deram-lhe um espelho. Ele contemplou-se alguns instantes, visivelmente compungido, e balbuciou: «Já não sou mais o mesmo… Como a morte desfigura as suas vítimas!» Entregou-o, dolorosamente desiludido, e disse: «Ninguém mais pode entrar aqui. Quero que se lembrem do que fui, não do que sou!… Assim que eu morrer, cubram-me de flores e fechem logo o meu caixão»". Relato publicado em 1921 pela revista Bahia Illustrada trouxe o registro familiar da morte do poeta (com atualização ortográfica, aqui):
"Recolhera-se na véspera (29 de julho), escreve a irmã do poeta, mais cedo que de costume; uma nuvem de tristeza e desânimo ensombrava-lhe os grandes olhos expressivos e embalde procuravam irmãos e amigos chamar a esperança àquela alma desolada: embalde! Na sua ideia começava a projetar-se a figura da morte… 
Desejou então que levassem seu leito para o salão onde costumava passar os dias, e foi assim carregado por irmão e amigos, colocado perto de uma janela, porque, dizia ele, «queria morrer olhando para o infinito azul, esse infinito que irá em breve recolher suas últimas aspirações». 
Dias de sofrimentos atrozes seguiram-se intercalados apenas por ligeiros momentos de alívio e tão cruéis foram eles que na véspera de morrer, à noite, perguntava as horas e se lhe respondia — 12. [replicava] «Será possível, meu Deus, ainda um dia de dor?…» E tanta aflição havia nesta exclamação, tanta, que, tendo fria mão entre as mãos de suas irmãs, sentiu que nela caíra uma lágrima e então apertando-lhas, disse: — «As contas quentes senti…» — reminiscência que lhe acudia no momento, de uma de suas últimas poesias — "A Virgem dos Últimos Amores". 
No dia imediato — 6 de julho de 1871 — pelas 10 horas da manhã administrava-lhe os últimos sacramentos o ilustrado e virtuoso padre Turíbio Tertuliano Fiúza. Aproximavam-se os últimos momentos e ainda em toda a lucidez de espírito, numa das ocasiões em que uma das irmãs (D. Adelaide), angustiada lhe passa o lenço pela fronte úmida, ele com voz extinta quase, murmurou-lhe: — «Guarda este lenço… com ele enxugaste o suor de minha agonia…» Esta foi sem grandes ânsias nem estertores. Imóvel já, o olhar fixo nessa nesga do céu que se descortinava da janela aberta em frente ao leito em que jazia — pouco a pouco a luz desse olhar foi-se amortecendo, até de todo difundir-se nas sombras da Eternidade… 
Eram 3 e meia horas da tarde…"

Registro do traslado, em 1971, por Ayrton Quaresma

Múcio Teixeira, lembrando a reverência que em Florença se tem diante da casa onde morou Dante, ou em Caracas junto ao panteão onde jazem os restos de Simão Bolívar, pregava que "A população baiana, sem distinção de sexo nem de classes, devia ir no dia 6 de julho de cada ano, numa espontânea procissão de imponente majestade, parar por alguns instantes diante do sobrado n. 24 da rua Sodré, onde no dia 6 de julho de 1871, às 3 ½ horas da tarde, expirou Castro Alves, contando apenas 24 anos de idade".
Foi sepultado no Cemitério do Campo Santo, num jazigo em que foi inserida uma "caveira de pirata" que, no dizer de uma especialista, "representa uma alusão à morte e ao caráter de transitoriedade da vida”. Seus restos mortais foram, no século XX, trasladados para o monumento em sua homenagem na praça que leva seu nome. O enterro se deu no dia seguinte ao óbito (7 de julho) e foi inumado na carneira 527. Em 1874 os restos foram transferidos para o mausoléu da quadra 1, pertencente à sua madrasta, Maria Ramos Guimarães, que o adquirira para sepulcro do marido e pai do poeta. Sua irmã Adelaide, falecida no Rio de Janeiro a 22 de setembro de 1940, foi a "zeladora fiel da memória do Poeta, conservando seus originais, informando de sua vida", registrou Afrânio Peixoto, concluindo que "muito lhe deve a fama de Castro Alves".
Em 1971 ocorreu o centenário de morte do escritor. Apesar da oposição de um sobrinho-neto do poeta que defendia fosse-lhe erguido um panteão, o então prefeito de Salvador Antônio Carlos Magalhães deliberou pelo simples traslado de seus restos mortais para o monumento à Praça Castro Alves. Isto efetivamente ocorreu, sem qualquer cerimônia especial, no dia 6 de julho daquele ano. Após a consagração recebida na então capital imperial com somente vinte e um anos de idade, e as que se seguiram nos "menos de oito anos, anos tontos, que os dentre a adolescência e a mocidade, 'Castro Alves deixara uma obra sem igual em nossas literaturas'", segundo Afrânio Peixoto, que o comparou aos seus contemporâneos que mais tarde se destacariam como Rui Barbosa, Joaquim Nabuco, Rodrigues Alves ou Afonso Pena: tivessem estes morrido, como ele, aos vinte e quatro anos de idade, "nem a memória dos nomes lhes teria ficado e durante esse tempo o outro granjeou a fama duradoura".

## Obra

### Contexto

#### Contexto político

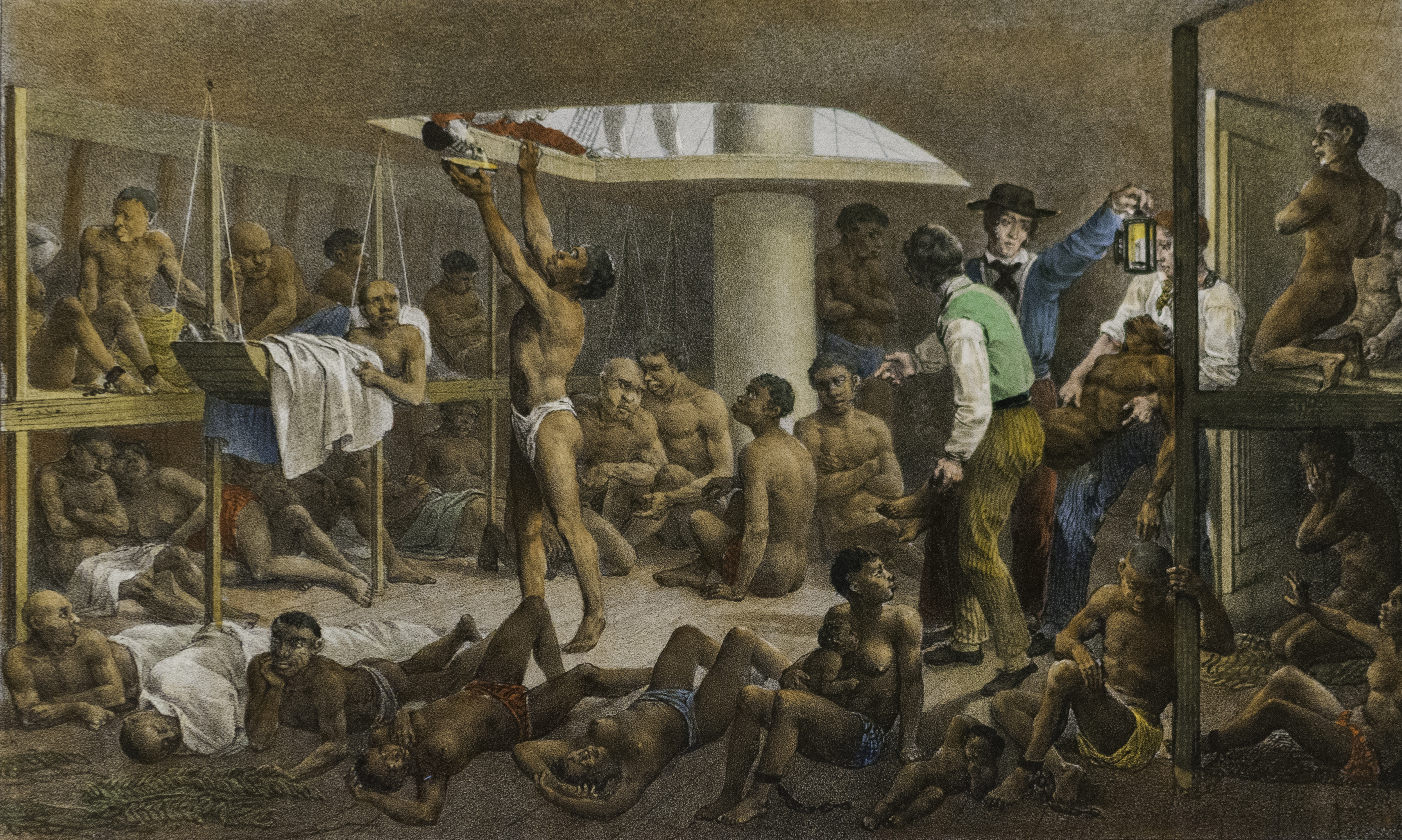
Embarcação escravista, em ilustração de Rugendas: o tráfico de escravos foi denunciado pelo poeta nos versos de "O Navio Negreiro"

Para o pesquisador estadunidense da obra de Castro Alves, Jon M. Tolman, sua "biografia serve, não para definir a poesia, nem como chave para sua compreensão, mas apenas como uma espécie de encaixe histórico, onde podemos vislumbrar com mais autenticidade a tática criativa do poeta". Neste sentido um panorama histórico e cultural serve "para tornar mais compreensíveis certos temas, atitudes e até técnica de sua poesia".
Vigorava no Brasil do Segundo Reinado o sistema da escravidão, concentrando o Nordeste, em 1867, 47% da população cativa no país (774 mil pessoas), enquanto o desbravamento da região cafeeira paulista levou o número de escravos a dobrar no decênio de 1864 a 1874 e fez com que a questão abolicionista ganhasse ali também a mesma relevância de cidades onde a presença de negros era grande, como Salvador e a capital do Império, Rio de Janeiro. Desde 1850 o tráfico de escravos da África fora proibido pela Lei Eusébio de Queiroz, ocorrendo na Bahia a 29 de outubro de 1851 o episódio do "Desembarque da Pontinha" na Ilha de Itaparica — último momento documentado de tentativa de burlar a proibição do tráfico, numa demonstração da resistência no estado dos comerciantes e proprietários de escravos.
Havia então apenas duas faculdades de Direito no país, ambas fundadas em 1828: uma no Recife e outra em São Paulo; em ambas a visão liberal e cívica era incutida na elite pensante do país, além da concepção de unidade nacional — o que não ocorria, de fato, nas províncias. Nessas academias professores e alunos recebiam influência de autores europeus como Ernest Renan, que pregava o fim da influência católica na vida pública, Hippolyte Taine e Auguste Comte, com o positivismo, que traziam, no dizer de Sílvio Romero, um "bando de ideias novas" às quais se somavam o evolucionismo, a mudança do direito e da política, o realismo e naturalismo, ampliando neles a vontade de reformar o país.
Na Europa várias revoluções ocorriam. Na França aconteceu a Revolução de 1830, que em 1847 (ano de nascimento do poeta) levou à deposição do rei e à realização das primeiras eleições no continente com voto direto, secreto e universal para os homens. Itália e Alemanha viveram as lutas por sua unificação, refletindo as ideias nacionalistas; naquele primeiro país tivera importante papel o guerrilheiro Giuseppe Garibaldi que, além de já haver atuado no Brasil, era casado com a brasileira Anita.
Dentre os principais fatos brasileiros de sua época tem-se a chamada Questão Religiosa, que envolveu a Maçonaria; contemporâneos e amigos de Castro Alves eram maçons, como Luís Gama e Rui Barbosa, entre outros. Também ele era maçom, e junto a estes dois últimos colaborou no jornal Radical Paulistano e nas campanhas abolicionistas. Após a emancipação das colônias espanholas nas Américas várias nações viveram conflitos internos até se firmarem, e externos entre os jovens países. A Guerra do Paraguai foi o maior conflito havido na América do Sul, unindo Brasil, Argentina e Uruguai contra o ditador paraguaio Solano López, que invadira o território do atual estado do Mato Grosso do Sul em 1864, propiciando nos anos seguintes batalhas que se tornaram épicas como as navais de Riachuelo e Humaitá (esta última merecedora de um improviso do poeta, no Rio de Janeiro); outros conflitos marcaram o período na América do Sul, como a Guerra contra Rosas, na Argentina em 1852, com envolvimento brasileiro; a Guerra do Chaco, entre Paraguai e a Bolívia (concluída com a intervenção diplomática dos países vizinhos, dentre os quais o próprio Brasil), e ainda o conflito entre a Espanha e o Peru, cuja independência não reconheceu a nação europeia até 1864, em lutas que envolveram ainda o Chile, a Bolívia e o Equador e somente concluído com a intervenção dos Estados Unidos. A despeito dos vários conflitos, havia latente desde o começo do século XIX ideais de pan-americanismo, do qual fora no Brasil um defensor José Bonifácio, no sentido da união das novas nações para sustentarem sua independência.
A Guerra do Paraguai, que duraria até janeiro de 1869, teve resultado ambíguo segundo Joaquim Nabuco: a vitória por um lado marcou o auge da monarquia, mas também deu início à sua decadência. No dizer dos autores Carlos Emílio Faraco e Francisco Marto de Moura na análise de "O Navio Negreiro", a poesia de Castro Alves "reflete o momento histórico da época: decadência da monarquia, luta abolicionista e campanha republicana".

#### Romantismo literário

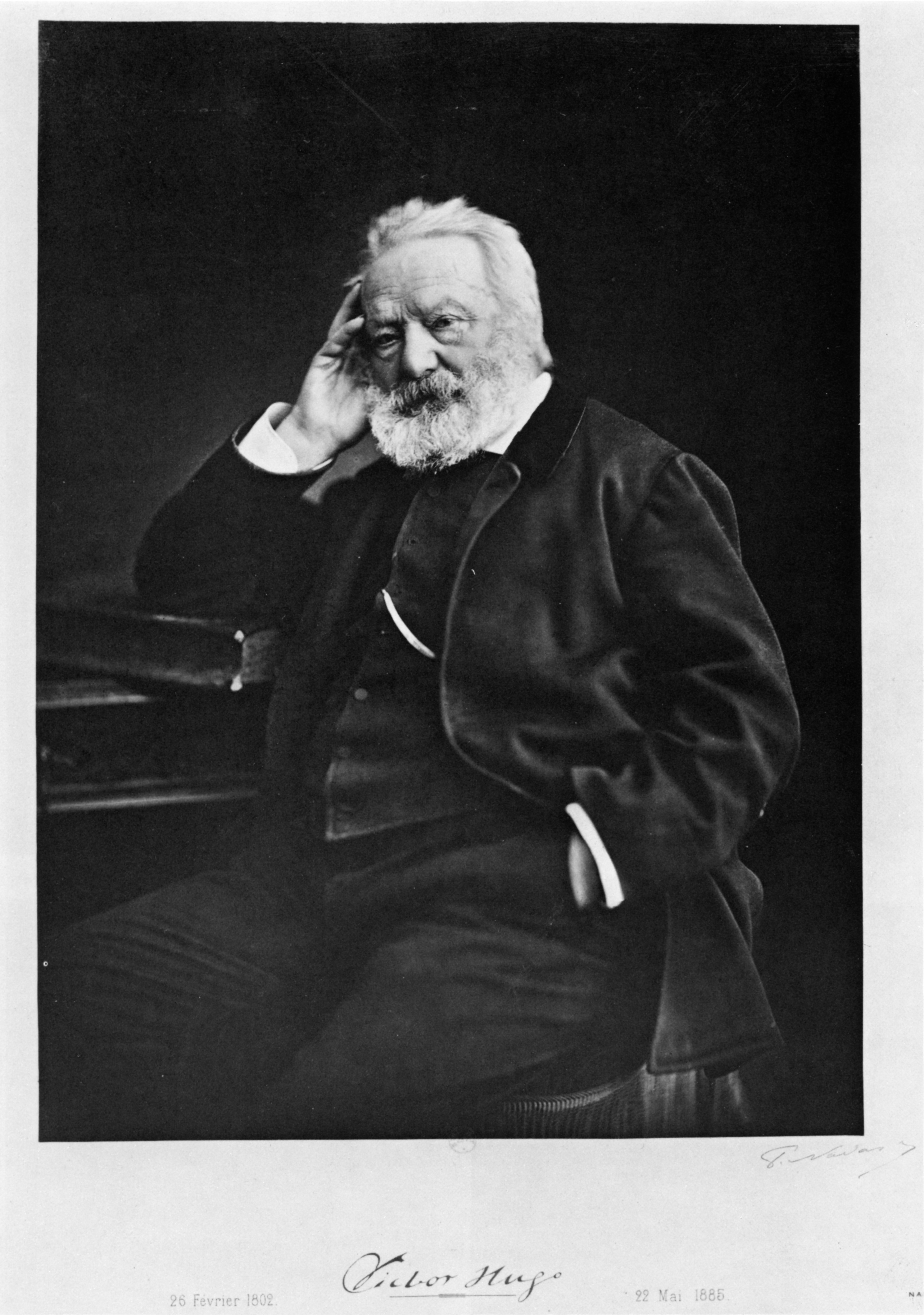
Victor Hugo: dentre as muitas influências de Castro Alves, o autor francês foi a maior
Fotografia de Nadar

O Romantismo foi um movimento estético que se contrapunha ao Classicismo que lhe antecedeu. Enquanto este privilegiava a nobreza, naquele primava o retrato da burguesia: seus autores eram jovens de origem na classe média ou popular, bem como os personagens que retratavam. Os autores românticos, assim, tinham por características o subjetivismo e liberdade de criação (marcados por primazia dos sentimentos, historicismo, pessimismo e ainda um distanciamento da realidade e culto à natureza). Esse movimento estético derivava da ascensão da burguesia pós-Revolução Francesa na Europa: na Inglaterra ocorreu um enaltecimento dos tempos medievais e dos escritos de Shakespeare. Na Alemanha os conflitos sociais se refletiram nas obras de Goethe e Schiller onde pessimismo, emotividade, melancolia e valorização da morte surgiram como contraponto às transformações sociais.
Vários autores europeus influenciaram Castro Alves: Lord Byron, Lamartine, Musset, Heinrich Heine e até Shakespeare que, traduzido para o francês, "se tornou uma verdadeira obsessão romântica" no dizer de Lêdo Ivo. Mas sua maior influência foi mesmo Victor Hugo: segundo este autor, Hugo foi "seu grande mestre", "a quem o unia indisfarçável afinidade eletiva, quer de natureza lírica, quer de cunho político e tribunício", dele assimilando muitas coisas, "pescando no imenso oceano hugoano um número considerável de visões, temas e imagens", de tal forma que "imitou-o e o parafraseou com a mais clangorosa desenvoltura".
Em Portugal foram expoentes desse movimento, na literatura, os autores Almeida Garrett, Alexandre Herculano, Júlio Dinis e, ao final, Camilo Castelo Branco. Iniciado em 1825, o romantismo teve ali duração de quatro décadas que os estudiosos dividem em três momentos: a primeira geração (de 1825 a 1840); a segunda (de 1840 a 1860) e, enfim, a terceira a partir de 1860, que é formada por autores já numa transição para o realismo. No Brasil o movimento coincidiu com a necessidade de afirmação da nacionalidade, com a emancipação política de 1822. Assim como em Portugal, foram divididos em três gerações pelos literatos: a primeira, marcada pelo nacionalismo e patriotismo (da qual fizeram parte Gonçalves Dias e Gonçalves de Magalhães); a segunda marcada pela influência de Lord Byron e com temática centrada no amor, na morte, dúvida, ironia e sarcasmo e, em alguns, o satanismo (cujos expoentes foram Casimiro de Abreu, Álvares de Azevedo, Junqueira Freire e Fagundes Varella); e finalmente a terceira, que foi composta pelos chamados condoreiros e abolicionistas, da qual o maior expoente foi Castro Alves.

### Análise

#### Análise didática
O trabalho poético de Castro Alves é dividido, nas obras didáticas, em dois grupos: a poesia social e a poesia lírico-amorosa. Para Faraco e Moura, ao contrário dos demais poetas românticos que explicavam sua inadaptação ao mundo exterior como fruto de seus conflitos internos, Castro Alves justifica esse problema com o desajuste do homem ao meio e na "eterna luta entre opressores e oprimidos"; a produção do poeta tem, além da produção lírica e amorosa, a "poesia de caráter social"; mesmo no caso dos versos líricos Castro Alves se distingue por ter "uma visão mais realista e sensual do amor e da mulher", sendo que estas, embora ainda idealmente belas e perfeitas, são pessoas concretas, materializadas.
No mesmo sentido Samira Campedelli analisa sua obra: "ao lado de certa 'morbidez byroniana' e contrastando com ela, a poesia de Castro Alves apresenta dois outros aspectos: o lirismo amoroso sensual e o condoreirismo épico"; no primeiro caso o lirismo inflamado deriva da figura feminina real, próxima e conquistada, ao passo que no segundo ele inova ao trazer um tom "alto, aberto, franco" ao se fazer defensor dos escravos e retratar sua miséria de forma "hiperbólica e eloquente", com "violentas pinceladas" e assim rompendo com a visão centrada no "eu" de seus antecessores.

#### Crítica
O professor de literatura brasileira da Universidade do Novo México Jon M. Tolman, em análise sobre a obra do poeta ponderou: "Dentre muitos outros autores brasileiros convenientemente encaixotados pela crítica podemos destacar Castro Alves". Marques da Cruz em sua História da Literatura, registra: "Padecem (diz Carlos de Laet) muitos dos seus versos da ênfase peculiar à chamada escola condoreira, que, partindo da imitação hugoana, decaiu em puro gongorismo".
Fausto Cunha apontou o que seriam, para ele, grandes defeitos na produção de Castro Alves: um poeta limitado e sem uma evolução nítida, quer na técnica, quer na sua temática; foi toda sua produção feita consoante os padrões vigentes do romantismo, um "poeta que tem só uma corda na lira" e mesmo essa corda era emprestada. Em sua análise, "é a partir de 1868 que sua personalidade poética se afirma com autonomia e entra, por seu turno, a influenciar os contemporâneos. Ele continuaria agrilhoado, no entanto, a matizes temáticas — o que se observa de maneira paradoxal, principalmente quando o motivo lhe tocava mais de perto. O rompimento com Eugênia Câmara e o derradeiro amor de Agnese Trinci Murri mergulharam-no de novo no oceano de lugares-comuns ultrarromânticos, quase todos já estão superados pelo seu próprio acervo". Cunha prossegue, para concluir de forma negativa: "A muitos respeitos, a trajetória poética de Castro Alves é desconcertante e parece ajudar a tese — por certo extremista — de que o poeta era um 'realizado'. Dentro de estreito limite, é possível aludir a certo progressivo esgotamento de sua lírica depois de 1869 (...) Se a obra de adolescência de Castro Alves está salpicada de pastichos, a de maioridade vai ressentir-se de interferências completamente desnecessárias (...) A impressão que nos deixa, na fase derradeira, não é bem a de um 'satisfeito', de um 'realizado': é de um aniquilado — com as peculiares explosões de otimismo e energia".
Contraditando a posição de Fausto Cunha, Jon M. Tolman diz que a análise da obra do poeta se ressente da inserção de produções antigas em meio às recentes, como ocorre nas antologias, constatando que sua produção final conta com poucos admiradores no Brasil; Tolman considera que "a poesia escrita depois da volta à Bahia apresenta marcadas características integrais" e que a análise feita de seus versos da maturidade se misturam a outros de períodos anteriores; sobre a crítica negativa como a de Cunha o autor estadunidense conclui: "Uma das desvantagens da consagração literária é o peso do julgamento da crítica que interfere muitas vezes com a justa apreciação".
Lêdo Ivo, quando diz da influência de Victor Hugo na obra castriana, o compara a Rimbaud, que também imitava o escritor francês e que escrevera sobre o mar sem jamais tê-lo visto, assim também "Castro Alves celebrou a Cachoeira de Paulo Afonso sem precisar ir lá; e a sua visão é mais convincente e realista do que a dos visitantes". O mesmo autor, falando da influência dos autores românticos que inspiraram o poeta (já citados Hugo, Byron, Lamartine, Musset, Heine e ainda Espronceda), "a muitos deles traduziu, parodiou, imitou e saqueou, transfundidos nessas paródias, imitações e saques o vigor de uma língua nova e abrasada de fervor" de tal forma que "um dos poetas mais originais de nossa língua, e um dos mais ciosos dos arroubos do seu eu inflamado, será, também, um dos mais afeiçoados à imitação e à paráfrase", mas o faz "com tanta perícia e felicidade" que nada o desqualifica e faz com que seus versos permaneçam com "legibilidade" apesar dos arroubos, graças ao rigor com que trabalhou a língua portuguesa. Uma mestranda da Universidade Federal de Uberlândia, fazendo um comparativo entre a visão do negro em Castro Alves e em Luís Gama, nota que Alves fala do negro na terceira pessoa, ao passo em que Gama fala na primeira pessoa, concluindo que "Luiz Gama ajudou a criar a identidade afro-brasileira visando a promover mudanças nas estruturas discursivas da época, Castro Alves representou o sujeito negro como um ser humano passivo e resignado".

## Homenagens
A 6 de julho de 1881, dez anos após a morte do poeta, o então chamado "Largo do Teatro", uma das principais praças da capital baiana, foi renomeado em sua homenagem; em 1919 foi encomendada ao escultor italiano Pasquale de Chirico uma estátua representando-o; o monumento foi instalado no lugar em que havia o "Chafariz de Colombo" e inaugurado a 6 de julho de 1923; a estátua, medindo 2,9 metros, está posicionada sobre um pedestal (que lhe dá a altura total de 11 metros) em cuja parte frontal se acha a escultura de um casal de escravos, simbolizando sua luta abolicionista: a Praça Castro Alves é um dos símbolos de Salvador. Em referência à praça, Caetano Veloso parafraseou o verso de Castro Alves "A praça é do povo, como o céu é do condor" de "O Povo ao Poder", rendendo-lhe a seguinte homenagem:

"A Praça Castro Alves é do Povo
Como o céu é do avião"— Caetano Veloso, Um Frevo Novo, 1977.
Em 1895 Curralinho se emancipou de Cachoeira; anos mais tarde teve a cidade seu nome alterado para Castro Alves, em homenagem ao filho ilustre da terra (as fontes divergem se foi pela lei estadual n.º 360 de 25 de julho de 1900, ou a lei n.º 790 de 25 de junho de 1910). Em 1947 o Instituto Nacional do Livro, do Ministério da Educação e Cultura, comemorou o centenário do nascimento do poeta com uma grande exposição, da qual resultou um livro comemorativo, trazendo importantes documentos que fizeram parte do evento.
Em 1948, por sugestão de artistas e intelectuais da Bahia, o então deputado Antônio Balbino apresentou um projeto de lei para a construção de um teatro na praça 2 de Julho (mais conhecida como Campo Grande), acatando a sugestão de Adroaldo Ribeiro Costa de homenagear o edifício com o nome do poeta, e previsão de estar concluído em 1951. O projeto original ficaria a cargo dos arquitetos Alcides da Rocha Miranda e José de Souza Reis mas, assumindo o governo Otávio Mangabeira, este passou o encargo ao engenheiro Diógenes Rebouças, que iniciou os trabalhos com uma arquitetura arrojada; findo o mandato de Mangabeira, o mesmo Balbino foi eleito governador e, com projeto premiado, encarregou a obra a José Bina Fonyat Filho e Humberto Lemos; a inauguração estava marcada para ocorrer no dia 14 de julho de 1958 mas, cinco dias antes, misterioso incêndio o destruiu quase totalmente. A "Concha Acústica" anexa, não afetada, foi inaugurada em 1959, e o Teatro Castro Alves passou por nove anos de reformas até ser finalmente inaugurado em 4 de março de 1967, sendo governador Lomanto Júnior. O "TCA", como é conhecido, integra desde 2013 o patrimônio nacional, tombado pelo IPHAN.
A 8 de março de 1971 o então governador do estado da Bahia Luís Viana Filho, como parte das homenagens ao poeta no centenário de seu falecimento, inaugurou na cidade de Cabaceiras do Paraguaçu, na antiga sede da Fazenda Cabaceiras, o Parque Histórico Castro Alves, um museu com área total de 52 mil metros quadrados situado no centro da cidade. Segundo o escritor Edivaldo Boaventura, o espaço visava relembrar "os cenários da natalidade e da infância" do poeta. Desde 1977 o dia do nascimento do poeta era considerado, extraoficialmente, como Dia Nacional da Poesia e assim foi celebrado até que, em 2015, o senador Alvaro Dias propôs outra data, desta feita homenageando a Carlos Drummond de Andrade; aprovada essa lei, seu natalício deixou de ser oficialmente a data da poesia, no Brasil. Em 2019 a terceira edição do Festa Literária Internacional do Pelourinho (Flipelô) teve o poeta como seu homenageado.

### Monumentos e esculturas

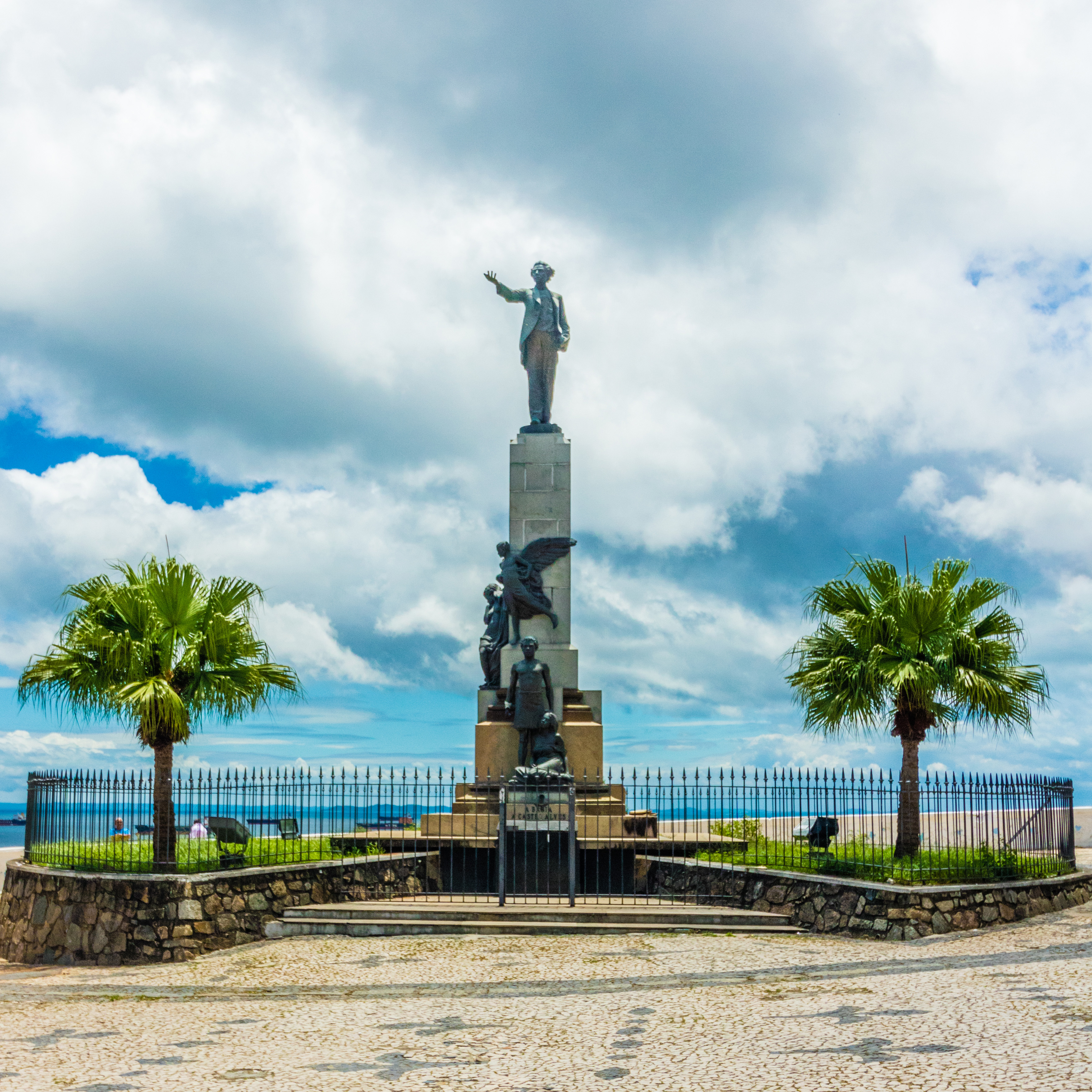
Estátua de Castro Alves, em Salvador

Além da estátua de De Chirico na praça soteropolitana, outros monumentos homenageiam o poeta, no Brasil. No Passeio Público do Rio de Janeiro há um busto em bronze do poeta, obra do escultor Eduardo de Sá, inaugurado em 1917 e com principal diferenciador o pedestal em mármores de cores diversas. Em seu primeiro número, sem identificar o autor, um artigo da revista carioca Bahia Illustrada teceu críticas sobre este trabalho: "o busto de Castro Alves, que se acha no Passeio Público, parece-se tanto com ele como com qualquer de seus ignorados companheiros de boemia e de estudantada do seu tempo", e que a estátua não traz "nenhuma identidade com o seu rosto", concluindo que somente se sabe tratar do poeta porque traz seu nome escrito no bronze.
Em 1947, no Recife, foi inaugurado um busto em homenagem ao centenário do poeta, obra realizada pelo escultor Celso Antônio de Menezes, localizada na praça Adolfo Cirne, diante da mesma Faculdade de Direito onde um dia Castro Alves estudou. Em 1948 o escultor brasileiro Humberto Cozzo foi à Itália onde, em Florença, realizou a estátua do “Poeta da Liberdade”, financiada pela “Ação Cultural Castro Alves”. O escultor, já consagrado no país, vencera um concurso para a escolha da estátua, tendo por prêmio a viagem à Europa com duração de um ano, partindo em agosto daquele ano. O concurso tivera fim em 1947, ano do centenário do poeta e a reunião de escolha do vencedor (ao qual competiram ainda Mateus Fernandes, Celita Vacani, Francisco Andrade, Almir Pinto, Honório Peçanha e Modestino Kanto) foi documentada em filme. Cozzo viria a ser um dos mestres do também escultor Mário Cravo que, por parte da mãe, era primo do poeta. Outras esculturas homenageiam o poeta em várias partes do país. Na cidade de Jacobina a praça da matriz traz um monumento ao poeta, restaurado em 2016.

### Academia Brasileira de Letras
A Academia Brasileira de Letras nomeou em sua homenagem, por sugestão do membro fundador Valentim Magalhães, a sua cadeira número sete que assim tem por patrono o poeta Castro Alves. Sua cadeira foi alvo da primeira grande disputa interna dentro da Academia, em 1905; naquele ano fora eleito Euclides da Cunha para ocupar a vaga deixada pelo fundador da Cadeira 7, Valentim Magalhães, e coube ao crítico literário Sílvio Romero fazer o discurso de saudação do novo membro do silogeu brasileiro. Romero, sergipano como Tobias Barreto, era crítico do trabalho de Castro Alves em razão daquelas disputas estudantis no Recife (por bairrismo e parcialidade, no dizer de Afrânio Peixoto). Em seu discurso, que o protocolo preconizava ser elogioso, derivou para o cunho polemista de seus escritos, ofendendo até o presidente da República, Afonso Pena, ali presente — além de duras críticas a Castro Alves (patrono), Valentim (fundador) e Cunha (a tomar posse). Construída a sede própria da Academia, foi nela instalado o "Salão dos Românticos", onde há bustos dos principais autores do romantismo brasileiro, dentre eles o de Castro Alves; é neste local que são velados os acadêmicos falecidos.

### Centenário de nascimento em 1947

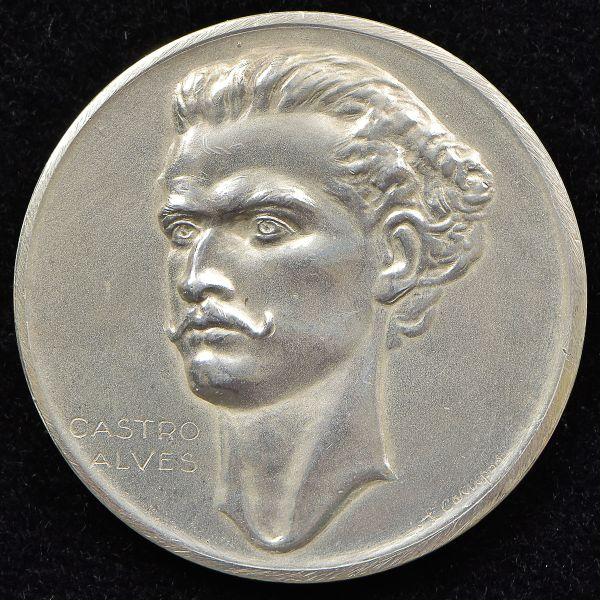
Medalha comemorativa em prata

1947 foi o ano do centenário de nascimento do poeta, e vários eventos em sua memória ocorreram, sobretudo na Bahia e no Rio de Janeiro, então Distrito Federal. No ano anterior o governo federal realizou um concurso para o projeto de estampa dos correios comemorativa ao centenário, do qual foi vencedor o desenhista Alberto Lima.
O Ministério da Educação e Saúde conferiu medalhas trazendo a efígie do poeta na frente, e atrás os versos de sua autoria: "«Auriverde pendão da minha terra, / Que a brisa do Brasil beija e balança, / Estandarte que à luz do sol encerra / As promessas divinas da esperança»…", obra do gravador L. Campos. O Ministério realizou, ainda, no Rio de Janeiro, uma Exposição Comemorativa do Centenário de Castro Alves, tendo direção de Augusto Meyer e iniciada no dia 14 de março. A prefeitura do Rio instituiu, no mesmo ano, concurso de redações em várias categorias, como a melhor biografia do poeta ou romance que fosse ambientado em algum momento de sua vida.
Em Salvador houve uma grande programação de eventos, que transcorreram de cinco e quinze de março de 1947, que foram de palestras, concurso literário pela Academia de Letras da Bahia e encontro de Academias de Letras, exposição biobibliográfica pelo Instituto Geográfico e Histórico da Bahia e finalmente encerrada com um baile de gala no Clube Bahiano de Tênis. Foi representante da ABL no evento o baiano Pedro Calmon. A Academia Brasileira por sua vez efetuou conferências sobre o escritor, dentre outros por seus imortais Clementino Fraga e Pedro Calmon, campanha para a construção de monumento ao poeta, exposição biobibliográfica nos salões do Petit Trianon, sua sede.

## Impacto cultural

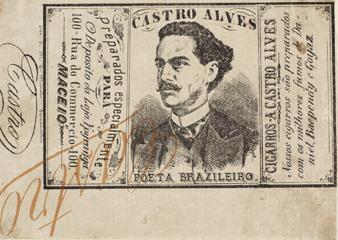
Cigarro "Castro Alves": o nome do poeta tem uso bastante difundido

A influência de Castro Alves deu-se ainda em vida, como assinala o historiador literário José Marques da Cruz: "A sua poesia 'O Navio Negreiro' foi decorada por muitos, tendo concorrido para a abolição da escravidão, intensamente, pois foi recitada em todos os teatros e salões (...) Foi abolicionista (antes de haver o partido abolicionista) e republicano". Em 1882 foi publicada no Rio de Janeiro uma paródia a "O Navio Negreiro", com o título de "A Canoa do Martinho", parte de "Sátiras Políticas" e de autoria anônima (guardava a assinatura de "Musset", um dos escritores de predileção de Castro Alves).
Na sua obra épica de 1950, Canto Geral, o chileno Pablo Neruda inseriu o poeta entre os libertadores da América, no poema "Castro Alves do Brasil" (IV Canto, poema 29.º), onde afirma que ele fora o "poeta da nossa América" por haver dado aos escravos uma voz onde "…em portas até então fechadas (…) combatendo, a liberdade entrasse" e, finalmente, encerra com os versos: "deixa-me a mim, poeta da nossa América, /coroar a tua cabeça com os louros do povo. /Tua voz uniu-se à eterna e alta voz dos homens. /Cantaste bem. Cantaste como se deve cantar".
Jorge Amado refletiu o poeta não apenas na sua obra A.B.C. de Castro Alves, mas também em sua única peça teatral O Amor do Soldado. Nesta obra de 1947, o poeta é o protagonista em seu amor por Eugênia Câmara, começando em 1866 a narrativa que, nas suas dezenove cenas, apresenta vários dos personagens históricos como Joaquim Nabuco, Rui Barbosa, Tobias Barreto, Antônio Borges da Fonseca e Fagundes Varela, além do próprio Amado, que aparece em intervenções para explicar o contexto histórico; nesta obra Amado procura mostrar a relevância da produção de Castro Alves nas lutas sociais de seu tempo: abolição e república.
Sua aceitação popular o fez dos poetas mais conhecidos do país, nomeando logradouros públicos, estabelecimentos de ensino e culturais, associações e até empresas comerciais; também apareceu em marca de cigarro e de fósforos; artistas como o paulista Benedito Irivaldo de Souza, conhecido como Vado, em São Paulo realizou mais de cinco mil apresentações teatralizadas de "O Navio Negreiro", que levava a escolas e teatros daquele estado.
Não apenas leitores e artistas da elite o prezam, pois é uma constante na obra de autores populares como Rogaciano Leite, Bule-Bule ou Rodolfo Coelho Cavalcante, que dizia dele ser "o maior poeta do mundo em todos os tempos", além uma vasta gama de literatura de cordel versando sobre o poeta; o historiador e cordelista Franklin Maxado demonstrou que Alves fizera uso do Repente em suas disputas com Tobias Barreto – e que a influência do poeta na arte popular também foi recíproca.

### No cinema
Castro Alves foi retratado como personagem no cinema, interpretado por Paulo Maurício no filme de ficção luso-brasileiro de 1949 Vendaval Maravilhoso (aka "Castro Alves — Um Vendaval Maravilhoso"), tendo a cantora Amália Rodrigues a interpretar a atriz Eugênia Câmara; a obra foi restaurada em 2003 pela Cinemateca Portuguesa; segundo informado no próprio filme a obra foi inspirada "na vida de Castro Alves — O Poeta dos Escravos. Este filme não é uma biografia, apenas os autores estudaram nos grandes biógrafos do poeta: Afrânio Peixoto, Pedro Calmon, Jorge Amado e Lopes Rodrigues". O diretor Leitão de Barros também escreveu um livro que conta a história do filme, intitulado "Como eu vi Castro Alves e Eugênia Câmara no vendaval maravilhoso de suas vidas" sobre aquele "rapaz eloquente de Muritiba” e sua amante portuguesa. Em 1999 o poeta foi interpretado pelo ator Bruno Garcia no filme Castro Alves - Retrato Falado do Poeta, onde ele é retratado nas suas lutas pela República e pela Abolição, "além de mostrar seu lado apaixonado e até mulherengo".

### Artigos de Jornais
- «O Busto de Castro Alves no Passeio Público». Bahia Illustrada (1). Dezembro de 1917. Disponível na Hemeroteca Digital da Biblioteca Nacional
- «Castro Alves: descrição das ultimas horas do mallogrado poeta». Bahia Illustrada (39). Junho de 1921
- «Movimento Literário - O Centenário de Castro Alves». Carioca (562). 13 de julho de 1946
- «O Centenário de Castro Alves na Filatelia». Revista da Semana (42 (ano XLVII)). 19 de outubro de 1946
- «Movimento Literário - O Centenário de Castro Alves». Carioca (598). 20 de março de 1947
- «No Petit Trianon». Letras e Artes (suplemento de "A Manhã") (31). 9 de fevereiro de 1947
- «Exposição Comemorativa do Centenário de Castro Alves». Letras e Artes (suplemento de "A Manhã") (34). 9 de março de 1947
- «Seguiu para a Europa Humberto Cozzo». Rio de Janeiro. A Noite (12995). 19 de agosto de 1948
- «Monumento ao Poeta da Liberdade». Rio de Janeiro. Diário da Noite (4802). 11 de novembro de 1948